# Chondrostoma fahirae
Chondrostoma fahirae är en fiskart som först beskrevs av Ladiges, 1960.  Chondrostoma fahirae ingår i släktet Chondrostoma och familjen karpfiskar. IUCN kategoriserar arten globalt som akut hotad. Inga underarter finns listade i Catalogue of Life.